# 強納生·拉森
強納生·拉森（英語：Jonathan Larson，1960年2月4日—1996年1月25日），美國作曲家、劇作家，以創作《吉屋出租》聞名，並因為此劇在過世後獲得東尼獎和普利策戲劇獎。拉森常在作品中探討多元文化、用藥、同性戀、愛滋病等社會議題，這類作品以《吉屋出租(RENT)》和《tick, tick... BOOM!》最具代表性。

## 生平
拉森出生在紐約，他的父母亞倫·拉森和娜奈特·拉森都是猶太人。